# In the Lap of the Gods
«In the Lap of the Gods»  (en español: «En el regazo de los dioses») es una canción escrita por Freddie Mercury del grupo musical británico de rock Queen lanzada en el álbum de estudio Sheer Heart Attack de 1974. 
Se puede considerar una de las predecesoras de Queen. La canción presenta un ambiente muy tenso con una voz distorsionada de Freddie, con unos coros en falsete de Roger Taylor (sobre todo en la intro) y un solo de Brian May. La canción se funde en la siguiente como pasa en la mayoría de las canciones del álbum. 
Interpretada durante el Sheer Heart Attack Tour formando un medley con «Killer Queen», «The March of the Black Queen» y «Bring Back that Leroy Brown».